# Brighton Labeau
Brighton Labeau (Aubervilliers, 1º gennaio 1996) è un calciatore francese, della Martinica, attaccante del Thun e della nazionale martinicana.

## Carriera

### Nazionale
Il 26 marzo 2022 ha esordito con la nazionale martinicana giocando l'amichevole vinta per 4-3 contro la Guadalupa.
Ha partecipato alla CONCACAF Gold Cup 2023.

## Statistiche

### Presenze e reti nei club
Statistiche aggiornate al 29 luglio 2022.
| Stagione        | Squadra              | Campionato      | Campionato | Campionato | Coppe nazionali | Coppe nazionali | Coppe nazionali | Coppe continentali | Coppe continentali | Coppe continentali | Altre coppe | Altre coppe | Altre coppe | Totale | Totale |
| Stagione        | Squadra              | Comp            | Pres       | Reti       | Comp            | Pres            | Reti            | Comp               | Pres               | Reti               | Comp        | Pres        | Reti        | Pres   | Reti   |
| --------------- | -------------------- | --------------- | ---------- | ---------- | --------------- | --------------- | --------------- | ------------------ | ------------------ | ------------------ | ----------- | ----------- | ----------- | ------ | ------ |
| gen. 2014       | Monaco 2             | CFA             | 1          | 0          |                 | -               | -               |                    | -                  | -                  |             | -           | -           | 1      | 0      |
| 2015-2016       | Monaco 2             | CFA             | 11         | 6          |                 | -               | -               |                    | -                  | -                  |             | -           | -           | 11     | 6      |
| 2016-2017       | Monaco 2             | CFA             | 18         | 4          |                 | -               | -               |                    | -                  | -                  |             | -           | -           | 18     | 4      |
| Totale Monaco 2 | Totale Monaco 2      | Totale Monaco 2 | 30         | 10         |                 | -               | -               |                    | -                  | -                  |             | -           | -           | 30     | 10     |
| ago.-nov. 2017  | Amiens 2             | N3              | 7          | 2          |                 | -               | -               |                    | -                  | -                  |             | -           | -           | 7      | 2      |
| 2017-gen. 2018  | Amiens               | L1              | 2          | 0          | CF+CdL          | 0               | 0               |                    | -                  | -                  |             | -           | -           | 2      | 0      |
| gen.-giu. 2018  | Créteil-Lusitanos    | N               | 10         | 1          |                 | -               | -               |                    | -                  | -                  |             | -           | -           | 10     | 1      |
| mar. 2018       | Créteil-Lusitanos 2  | N3              | 1          | 1          |                 | -               | -               |                    | -                  | -                  |             | -           | -           | 1      | 1      |
| 2018-2019       | Villefranche         | N               | 24         | 5          | CF              | 3               | 1               |                    | -                  | -                  |             | -           | -           | 27     | 6      |
| 2019-2020       | Rapid Bucarest       | L2              | 20+3       | 3+0        | CR              | 1               | 0               |                    | -                  | -                  |             | -           | -           | 24     | 3      |
| 2020-2021       | Union Saint-Gilloise | D2              | 24         | 6          | CB              | 3               | 0               |                    | -                  | -                  |             | -           | -           | 27     | 6      |
| 2021-2022       | Stade Lausanne-Ouchy | ChL             | 33         | 16         | CS              | 1               | 0               |                    | -                  | -                  |             | -           | -           | 34     | 16     |
| 2022-2023       | Losanna              | ChL             | 2          | 2          | CS              | 0               | 0               |                    | -                  | -                  |             | -           | -           | 2      | 2      |
| Totale carriera | Totale carriera      | Totale carriera | 156        | 46         |                 | 8               | 1               |                    | -                  | -                  |             | -           | -           | 164    | 47     |

### Cronologia presenze e reti in nazionale
| Cronologia completa delle presenze e delle reti in nazionale ― Martinica | Cronologia completa delle presenze e delle reti in nazionale ― Martinica | Cronologia completa delle presenze e delle reti in nazionale ― Martinica | Cronologia completa delle presenze e delle reti in nazionale ― Martinica | Cronologia completa delle presenze e delle reti in nazionale ― Martinica | Cronologia completa delle presenze e delle reti in nazionale ― Martinica | Cronologia completa delle presenze e delle reti in nazionale ― Martinica | Cronologia completa delle presenze e delle reti in nazionale ― Martinica |
| Data                                                                     | Città                                                                    | In casa                                                                  | Risultato                                                                | Ospiti                                                                   | Competizione                                                             | Reti                                                                     | Note                                                                     |
| ------------------------------------------------------------------------ | ------------------------------------------------------------------------ | ------------------------------------------------------------------------ | ------------------------------------------------------------------------ | ------------------------------------------------------------------------ | ------------------------------------------------------------------------ | ------------------------------------------------------------------------ | ------------------------------------------------------------------------ |
| 26-3-2022                                                                | Bondoufle                                                                | Martinica                                                                | 4 – 3                                                                    | Guadalupa                                                                | Amichevole                                                               | -                                                                        |                                                                          |
| 5-6-2022                                                                 | San José                                                                 | Costa Rica                                                               | 2 – 0                                                                    | Martinica                                                                | CONCACAF Nations League 2022-2023 - 1º turno                             | -                                                                        |                                                                          |
| 9-6-2022                                                                 | Panama                                                                   | Panama                                                                   | 5 – 0                                                                    | Martinica                                                                | CONCACAF Nations League 2022-2023 - 1º turno                             | -                                                                        |                                                                          |
| 12-6-2022                                                                | Fort-de-France                                                           | Martinica                                                                | 0 – 0                                                                    | Panama                                                                   | CONCACAF Nations League 2022-2023 - 1º turno                             | -                                                                        | 71’                                                                      |
| 25-3-2023                                                                | Fort-de-France                                                           | Martinica                                                                | 1 – 2                                                                    | Costa Rica                                                               | CONCACAF Nations League 2022-2023 - 1º turno                             | -                                                                        |                                                                          |
| 10-6-2023                                                                | Palm Beach Gardens                                                       | Martinica                                                                | 2 – 0                                                                    | Guyana                                                                   | Amichevole                                                               | 1                                                                        |                                                                          |
| 16-6-2023                                                                | Fort Lauderdale                                                          | Martinica                                                                | 3 – 1                                                                    | Saint Lucia                                                              | Qual. Gold Cup 2023                                                      | 1                                                                        |                                                                          |
| 20-6-2023                                                                | Fort Lauderdale                                                          | Martinica                                                                | 2 – 0                                                                    | Porto Rico                                                               | Qual. Gold Cup 2023                                                      | 1                                                                        | Cap. 42’                                                                 |
| 26-6-2023                                                                | Fort Lauderdale                                                          | El Salvador                                                              | 1 – 2                                                                    | Martinica                                                                | Gold Cup 2023 - 1º turno                                                 | -                                                                        | 75’                                                                      |
| 30-6-2023                                                                | Harrison                                                                 | Martinica                                                                | 1 – 2                                                                    | Panama                                                                   | Gold Cup 2023 - 1º turno                                                 | -                                                                        | Cap. 75’                                                                 |
| 4-7-2023                                                                 | Harrison                                                                 | Costa Rica                                                               | 6 – 4                                                                    | Martinica                                                                | Gold Cup 2023 - 1º turno                                                 | 1                                                                        |                                                                          |
| 7-9-2023                                                                 | Panama                                                                   | Panama                                                                   | 3 – 0                                                                    | Martinica                                                                | CONCACAF Nations League 2023-2024 - 1º turno                             | -                                                                        |                                                                          |
| 10-9-2023                                                                | Fort-de-France                                                           | Martinica                                                                | 1 – 0                                                                    | Curaçao                                                                  | CONCACAF Nations League 2023-2024 - 1º turno                             | 1                                                                        |                                                                          |
| 13-10-2023                                                               | Fort-de-France                                                           | Martinica                                                                | 1 – 0                                                                    | El Salvador                                                              | CONCACAF Nations League 2023-2024 - 1º turno                             | -                                                                        | Cap.                                                                     |
| 17-10-2023                                                               | San Salvador                                                             | El Salvador                                                              | 1 – 0                                                                    | Martinica                                                                | CONCACAF Nations League 2023-2024 - 1º turno                             | -                                                                        | Cap.                                                                     |
| 24-3-2024                                                                | Almere                                                                   | Suriname                                                                 | 1 – 1                                                                    | Martinica                                                                | Amichevole                                                               | 1                                                                        | 85’                                                                      |
| 5-9-2024                                                                 | Città del Guatemala                                                      | Guatemala                                                                | 3 – 1                                                                    | Martinica                                                                | CONCACAF Nations League 2024-2025 - 1º turno                             | -                                                                        | Cap. 76’                                                                 |
| 9-9-2024                                                                 | Fort-de-France                                                           | Martinica                                                                | 2 – 2                                                                    | Guyana                                                                   | CONCACAF Nations League 2024-2025 - 1º turno                             | 1                                                                        | Cap.                                                                     |
| 11-10-2024                                                               | Le Gosier                                                                | Guadalupa                                                                | 0 – 1                                                                    | Martinica                                                                | CONCACAF Nations League 2024-2025 - 1º turno                             | -                                                                        | Cap.                                                                     |
| 15-10-2024                                                               | Le Gosier                                                                | Martinica                                                                | 0 – 0                                                                    | Guadalupa                                                                | CONCACAF Nations League 2024-2025 - 1º turno                             | -                                                                        | Cap.                                                                     |
| 21-3-2025                                                                | Paramaribo                                                               | Suriname                                                                 | 1 – 0                                                                    | Martinica                                                                | Qual. Gold Cup 2025                                                      | -                                                                        | Cap.                                                                     |
| 25-3-2025                                                                | Fort-de-France                                                           | Martinica                                                                | 0 – 1                                                                    | Suriname                                                                 | Qual. Gold Cup 2025                                                      | -                                                                        | Cap. 57’                                                                 |
| Totale                                                                   |                                                                          | Presenze                                                                 | 22                                                                       |                                                                          | Reti                                                                     | 8                                                                        |                                                                          |

## Palmarès

### Club

#### Competizioni nazionali
- Division 1B: 1

Union Saint-Gilloise: 2020-2021

### Individuale
- Capocannoniere della Challenge League: 1

2022-2023 (19 reti)